# آن دو گیو
آن دو گیو (انگلیسی: Ahn Do-gyu؛ زادهٔ ۲۸ سپتامبر ۲۰۰۰) یک هنرپیشه، و بازیگر سینما اهل کره جنوبی است. وی از سال ۲۰۰۷ میلادی تاکنون مشغول فعالیت بوده‌است.